# Haltepunkt Stuttgart Österfeld
Der Haltepunkt Stuttgart Österfeld im Stuttgarter Stadtbezirk Vaihingen liegt an der 1985 gebauten Verbindungsbahn der S-Bahn Stuttgart, die hier zwischen den beiden Gleisen der Bahnstrecke Stuttgart–Horb verläuft. Der oberirdische Haltepunkt liegt zwischen den Bahnhöfen Stuttgart-Vaihingen und Stuttgart Universität.
Angeschlossen an die Station ist ein Park-and-ride-Parkhaus („Österfeld“) mit 514 Plätzen. Andere öffentliche Verkehrsmittel bedienen die Station nicht.
Oberhalb der Station liegt der Gewerbepark STEP (Stuttgarter Engineering Park) mit zahlreichen Büroflächen, einschließlich der ehemaligen Debitel-Zentrale. In der Nähe liegen auch das VDI-Haus und die Michael-Bauer-Schule.

## Geschichte
Im Vorentwurf der Verbindungsbahn war in den 1960er Jahren ein Haltepunkt Dachswald vorgesehen. Dieser sollte einen halben Kilometer südlich der Zusammenführung mit der Bahnstrecke Stuttgart–Horb in einer Geraden liegen und in südlicher Richtung mit 10 Promille ansteigen.
Ab Ende der 1970er Jahre gingen die Planer der S-Bahn-Strecke zwischen dem Universitätsgelände Pfaffenwald und Stuttgart-Rohr durch Vaihingen davon aus, dass die Kapazität der vorhandenen zweigleisigen Strecke nach Horb für den S-Bahn- und sonstigen Verkehr nicht ausreichen würde. Sie stellten mehrere Alternativen vor, darunter: Bau einer unterirdischen Nord-Süd-Querung durch Vaihingen mit einer Station im Zentrum Vaihingens, oder viergleisiger Ausbau des durch Vaihingen führenden Trasse mit Halt am bisherigen Vaihinger Bahnhof. Der Stuttgarter Gemeinderat forderte im Sinne Vaihingens von Bund und Land die Realisierung der unterirdischen Variante. Als Bund und Land dies ablehnten, forderte die Stadt einen zusätzlichen Haltepunkt, die spätere Station Österfeld, um die nördlich des Nesenbachviaduktes gelegenen Wohngebiete Vaihingens zu erschließen. Der Verkehrsverbund Stuttgart (VVS) kam nach Untersuchungen zum Ergebnis, dass eine Inbetriebnahme einer solchen Station gleichzeitig mit der Eröffnung der S-Bahn-Strecke durch das erwartete Verkehrsaufkommen nicht gerechtfertigt sei, eine Option für einen späteren Bau jedoch offengehalten werden sollte. So wurde die Strecke 1985 in der oberirdischen und viergleisigen Variante eröffnet, wobei am Ort der späteren Station Österfeld zwischen den Gleisen Platz für den späteren Einbau eines Mittelbahnsteiges freigelassen wurde. Diese Bauvorleistung verursachte Mehrkosten von 2,45 Millionen DM, von denen die Stadt 0,35 Millionen DM trug.
1990 plante das Unternehmen Hewlett-Packard (HP) eine Ansiedlung auf freiem Gelände bei dem für die Station vorgesehenen Ort, und kündigte die Schaffung von 3500 Arbeitsplätzen im Endausbau an. Oberbürgermeister Manfred Rommel forderte von der damaligen Bundesbahndirektion Stuttgart eine Verpflichtung zur Einlösung der Bauoption, damit der Gemeinderat für die Ansiedlung von HP den Bebauungsplan ändern könne. Die Bundesbahndirektion rechnete damit, dass die durch den zusätzlichen Halt verlängerten Fahrtzeiten den Einsatz zusätzlicher S-Bahn-Züge nötig machen würde, und forderte zur Erhöhung der Fahrgastzahlen und damit der Wirtschaftlichkeit der Station den Bau einer Park-and-ride-Anlage, die mitsamt der Station im Frühjahr 1993 in Betrieb genommen werden sollte, rechtzeitig zur Eröffnung der Internationalen Gartenbauausstellung 1993 auf dem Killesberg, um Parkplätze und Straßen in der Nähe des Ausstellungsgeländes zu entlasten. Aufgrund der Dauer der administrativen Vorgänge konnten die Bauarbeiten erst im Juli 1992 beginnen. Trotz des Zeitdrucks wurde, um den S-Bahn-Verkehr aufrechtzuerhalten, überwiegend nachts gearbeitet. Dies führte zu hohen Baukosten von über 15 Millionen D-Mark. Die Station wurde am 17. April 1993 eröffnet, rechtzeitig zur IGA. Das Parkhaus und die Station wurden von den Besuchern der IGA jedoch nicht angenommen.
HP schob seine Ansiedlungspläne jedoch auf. Die dadurch resultierenden Einnahmeausfälle übernahm vertragsgemäß die Stadt Stuttgart, indem der Verteilungsschlüssel der Kosten des VVS zulasten der Stuttgarter Straßenbahnen AG geändert wurde.
Später widerrief das in Böblingen ansässige Unternehmen endgültig seine Baupläne, weil es durch bauliche Erweiterungen den notwendigen Arbeitsraum beschaffen konnte. Stattdessen baute die Stadt an der Stelle den Gewerbepark STEP (Stuttgarter Engineering Park) auf, mit dem markanten Gebäude von debitel. Dieses Hochhaus ist nach wie vor eine herausragende Landmarke, beherbergt aber nach der Firmenfusion nicht mehr die Debitel-Hauptverwaltung.
Die Station wurde während der Sommerferien 2022 weitgehend barrierefrei ausgebaut und erhielt dazu ein taktiles Wegeleitsystem sowie Brailleschriftfelder.
Der S-Bahn-Kernbereich, zwischen Mittnachtstraße und Österfeld, soll im Rahmen der ETCS-Ausrüstung der Stammstrecke betrieblich Teil eines rund 11 km langen Bahnhofs „Stuttgart Hbf (S-Bahn)“ werden, um die Auswirkung von (ETCS-)Störungen zu begrenzen.

## Verkehr
Im Jahr 2003 wurde die Station an durchschnittlichen Werktagen von rund 4050 Menschen benutzt. Durch Überlagerung der S-Bahn-Linien S1, S2 und S3 ergibt sich in den Hauptverkehrszeiten ein 5-Minuten-Takt und außerhalb der Hauptverkehrszeiten ein 10-Minuten-Takt nach Vaihingen und in die Stuttgarter Innenstadt.
Seit Dezember 2020 fahren täglich rund 214 Züge pro Richtung über die Station. Mitte 2025 soll das Angebot auf rund 272 Züge pro Richtung erhöht werden.

### Linien
| Linie | Strecke | Anmerkung                             |
| ----- | --- | ------------------------------------- |
| S 1   | Kirchheim (Teck) – Wendlingen – Plochingen – Esslingen – Neckarpark – Bad Cannstatt – Hauptbahnhof – Schwabstraße – Österfeld – Vaihingen – Rohr – Böblingen – Herrenberg (Verstärkerzüge im Berufsverkehr zwischen Esslingen und Böblingen.)                                                                   |                                       |
| S 11  | Neckarpark – Bad Cannstatt – Hauptbahnhof (tief) – Schwabstraße – Österfeld – Vaihingen – Rohr – Böblingen – Herrenberg | Nur bei Heimspielen des VfB Stuttgart |
| S 2   | Schorndorf – Weinstadt – Waiblingen – Bad Cannstatt – Hauptbahnhof – Schwabstraße – Universität – Österfeld – Vaihingen – Rohr – Flughafen/Messe – Filderstadt (Verstärkerzüge im Berufsverkehr zwischen Schorndorf und Vaihingen.)                                                                             |                                       |
| S 3   | Backnang – Winnenden – Waiblingen – Bad Cannstatt – Hauptbahnhof – Österfeld – Vaihingen – Rohr – Flughafen/Messe (Wegen Eröffnung der Neuen Messe verkehren am Wochenende die Züge zum Flughafen, am späten Abend nur Verkehr bis Vaihingen, Verstärkerzüge im Berufsverkehr zwischen Backnang und Vaihingen). |                                       |